# Hé M'sieur

Hé M'sieur est un téléfilm français de Patrick Volson diffusé en 2006.
L'unique épisode, Des yeux pour entendre, a été diffusé en Belgique et en Suisse avant de passer sur TF1 le 20 décembre 2006.

## Synopsis
Antoine Charpentier, un sympathique bibliothécaire, vient en aide à une petite fille qu'il pense être sourde et qui se sert de son jumeau pour compenser son problème d'audition. Malheureusement, la mère de cette petite est dans le déni vis-à-vis du handicap de sa fille.

## Fiche technique
- Réalisateur : Patrick Volson
- Scénariste : Vincent Solignac
- Producteur : Jean-Pierre Dusséaux
- Directeur de Production : Stephane Bourgine
- Directeur de la photographie : Eric Peckre
- Société de production : Vab Production
- Société de distribution :  Télévision Suisse-Romande
- Pays d'origine : France
- Genre : Film dramatique
- Date de diffusion :
  -  Belgique  Luxembourg : 29 novembre 2006 sur RTL-TVI
  -  Suisse : 1er décembre 2006 sur TSR 1
  -  France  Monaco  Andorre : 20 décembre 2006 sur TF1

## Distribution
- Jean-Marie Bigard : Antoine Charpentier
- Amélia Jacob : Chloé Marot
- Max Boublil : Matéo Goupil
- Guy Lecluyse : Milan Sousic
- Lucie Jeanne : Patricia Robineau
- Marina Tomé : Bénédicte Raffin
- Marie-Julie Baup : Martine Marot
- Grégori Baquet : Jacques Marot
- Vincent Colombe : Philippe Arno
- Anne-Lorraine Bousch : Fanny Poussin
- Gérard Dessalles : Mr Beroin
- Charles Fresse : Robin Znick
- Titouan Laporte : Colin Marot
- Éric Antoine : Sloban

## Tournage
Les scènes se sont déroulées en banlieue parisienne, principalement dans la ville de Pontault-Combault qui a loué la médiathèque François-Mitterrand, mais également à Joinville-le-Pont, Champigny-sur-Marne et Créteil.